# Victor Weinsanto
Victor Weinsanto (Victor Brunstein de son vrai nom) est un styliste français originaire d’Alsace. Il est le fondateur de la marque qui porte son nom.

## Biographie
Victor Weinsanto nait en 1994 à Souffelweyersheim (Bas-Rhin) d’une mère cadre médical et d’un père informaticien. À 4 ans, il découvre la danse classique et rejoint à 8 ans le conservatoire de danse de Strasbourg avant de partir étudier à Cannes. En 2007, il intègre un internat à Stuttgart (Allemagne) où il est confronté à un régime de rigueur et d’exigence ; il est viré pour indiscipline et est envoyé dans une école à Dresde,.
À 17 ans, il quitte le monde de la danse, revient en Alsace et se lance ensuite dans la couture. Il intègre alors l’Atelier Chardon Savard et accomplit des stages dans différentes entreprises parisiennes comme Chloé et Jean Paul Gaultier.
Ami avec le couple de photographes, Pierre et Gilles, il est choisi, en 2018, pour incarner Jean-Paul Gaultier jeune dans le spectacle que celui-ci a commandé aux deux photographes.
En 2020, Victor Brunstein crée sa propre marque : Weinsanto, du nom de sa grand-mère maternelle,. Il voit ses collections comme des performances et aussi des hommages à ses racines, ses amis et ses soutiens. De la danse, il conserve un certain goût pour la théâtralité qui se reflète dans ses créations et mises en scène.

## Distinctions
- Chevalier de l'ordre des Arts et des Lettres (2025)